# Robert Amsterdam
Pour les articles homonymes, voir Amsterdam (homonymie).
 (septembre 2009).
Si vous disposez d'ouvrages ou d'articles de référence ou si vous connaissez des sites web de qualité traitant du thème abordé ici, merci de compléter l'article en donnant les références utiles à sa vérifiabilité et en les liant à la section « Notes et références ».
 (septembre 2009).
Robert Amsterdam est un avocat canadien né en 1956 à White Plains (New York). Il est devenu célèbre après avoir rejoint l'équipe d'avocats internationaux de l'oligarque russe Mikhaïl Khodorkovski. Auteur de blogs et de nombreuses interviews, Robert Amsterdam a bâti un réseau international de lobbyistes en faveur de la libération de Khodorkovski.

## Biographie
Son père meurt alors qu'il est âgé de six mois. Sa mère se remarie et la famille part habiter dans le Bronx (New York), puis à Ottawa (Canada).
Alors lycéen à Toronto, il lance un journal qui doit rapidement fermer après la publication d'un entretien avec le militant anarchiste Abbie Hoffman. Robert Amsterdam obtient un B.A. à l'université Carleton (Ottawa, Canada) en 1975 et sort diplômé en droit de la Queen's University de Kingston au Canada, en 1978. Il est admis au Barreau canadien en 1980, et est également membre de l'association du Barreau de New York.
En 1980, Robert Amsterdam monte un cabinet d'avocat "Amsterdam & Peroff" avec un ami, Dean Peroff. Ils se spécialisent dans les litiges commerciaux au sein des marchés émergents. Le cabinet représente ainsi des sociétés comme PriceWaterhouseCoopers ou encore le groupe Four Seasons Hotel au Venezuela en 2002 lorsque son hôtel fut contraint de fermer.

## Procès

### Mikhaïl Khodorkovski
En 2003, Robert Amsterdam est choisi par le groupe Ioukos-Menatep pour défendre son ancien CEO Mikhaïl Khodorkovski dans le procès qui l'oppose à l'État russe. 
En 2005, Mikhaïl Khodorkovski est condamné à huit ans de prison tandis que Robert Amsterdam est expulsé de Russie, et son visa révoqué. C'est à la suite de ces événements que Robert Amsterdam commence à multiplier ses activités de lobbying. Elles le mènent à donner des conférences au sein d'organisations telles que la Fondation Carnegie pour la Paix Internationale (Carnegie Endowment for International Peace), l'Institut Fraser, ou encore la Commission internationale de juristes (International Commission of Jurists). Il informe aussi politiciens et ONG sur les procès Ioukos et Khodorkovski. Il publie également des articles dans des journaux comme le Wall Street Journal, le Washington Post, le Financial Times, le Guardian, Die Presse, Der Tagesspiegel et Le Monde.
En septembre 2006, il crée le blog www.robertamsterdam.com disponible en cinq langues, et dans lequel il publie prolifiquement sur des questions de droit international, et toujours en lien avec la Russie.
En mars 2009, Khodorkovski comparaît une seconde fois devant la justice pour fraude et évasion fiscale. Bien qu'il ne puisse pas représenter Khodorkovski en Russie (il n'est pas autorisé à y exercer sa profession d'avocat, et n'a toujours pas de visa), il le représente toujours sur la scène internationale particulièrement via ses blogs.

### Agostinho Zacarias
En 2013, il défend Agostinho Zacarias, le représentant du Zimbabwe à l'Onu qui a mis sous silence le développement d'une épidémie de choléra dans son pays, empêchant ainsi les autorités d'y remédier.

### Bobi Wine
En août 2018, Robert Amsterdam devient l'avocat du chanteur et opposant politique ougandais Bobi Wine qui a rejoint les États-Unis pour se soigner à la suite d'une arrestation brutale lors d'une manifestation à Arua. Robert Amsterdam demande publiquement la fin immédiate du financement militaire américain en Ouganda, rappelant que les armes utilisées contre son client sont de facture américaine,.